# Коиловци
Коѝловци е село в Северна България. То се намира в община Плевен, област Плевен.

## История
Счита се, че селото е създадено е в края на 17 век, около 1680 г.
През 1926 година в Коиловци са заселени българи бежанци от село Нова Ловча, Драмско, Северна Гърция, които намерили подслон в селото. На всяко семейство са измерени по два декара дворно място в западната част на селото, зад шосето Плевен – Никопол. През следващата година всяко домакинство е оземлено с по 30 декара земеделска земя.
За произхода на името на селото съществуват две теории и две легенди:
- Името си селото получило от тревата „коило“, която изобилно растяла около него;
- Другото предположение е, че в околността на селото още преди то да бъде заселено е имало турски колиби, които на турски език се наричали „койлу“;
- Третата версия гласи, че намиращото се в дерето в центъра на селото тресавище някога било дъно на езеро, в което се удавили неизвестни ловци. Селяните се питали „кои ловци са те“. Оттогава селото се нарича Коиловци.
- Четвъртата версия е, че в древни времена Дунавската равнина била покрита с гъсти гори. Затова имената на повечето селища в нея носят имена на дървета или растения (Дъбник, Ласкар, Лозица, Тръстеник, Върбица, Ореховица, Бръшляница, Вълчитрън и други). Така било и в района на село Коиловци, където бродела свирепа мечка. Тя била страшилище за населението. Но се намерили ловци, които я убили. Всички се питали „Кои ловци убиха тая мечка?“. Оттам идват и имената на селата Коиловци и Мечка.

## Религия
Населението изповядва предимно източноправославното християнство.

## Редовни събития
Особено голям празник е селският събор на Димитровден. На сбора идват предимно близки хора – сватове, братя, сестри, приятели, които живеят в други населени места. През последните години този ден е обявен като ден на селото. Организират се музикални програми в центъра на селото, приготвят се храни и питиета с пари отпуснати от общината и от спонсори.

## Личности
- Илия Илиев, проф. д-р ик. науки,
- Румен Петков, министър на вътрешните работи 2005 – 2008 г.